# ボリングブルック伯爵
ボリングブルック伯爵（ボリングブルックはくしゃく、英語: Earl of Bolingbroke）は2度創設された爵位であり、1度目はイングランド貴族として、2度目はジャコバイト貴族として創設された。

## イングランド爵位

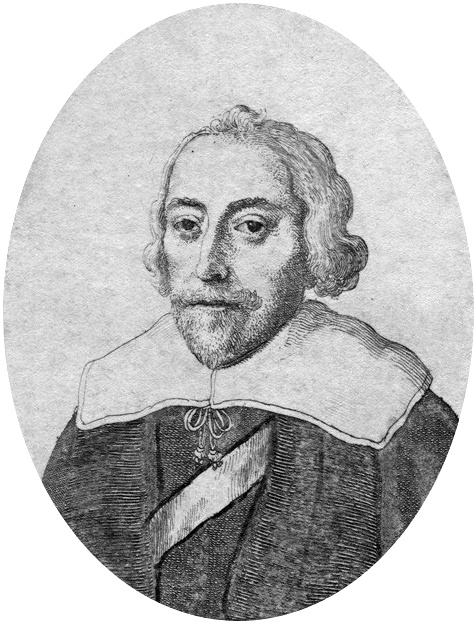
初代ボリングブルック伯爵オリバー・シンジョン

イングランド爵位では1624年12月28日に創設され、第4代ブレッツォのシンジョン男爵オリバー・シンジョンが初代伯爵に叙された。長男で推定相続人のオリバー・シンジョンは1641年に繰上勅書によりブレッツォのシンジョン男爵を継承したが、1642年のエッジヒルの戦いで戦死した。初代伯爵の次男ポーレットの息子オリバー・シンジョンが第2代伯爵となったが、1688年に子供のないまま死去したため、その弟でベッドフォード選挙区選出の庶民院議員ポーレット・シンジョンが第3代伯爵になった。彼が未婚のまま1711年10月5日に死去すると、爵位は断絶した。

## ジャコバイト爵位

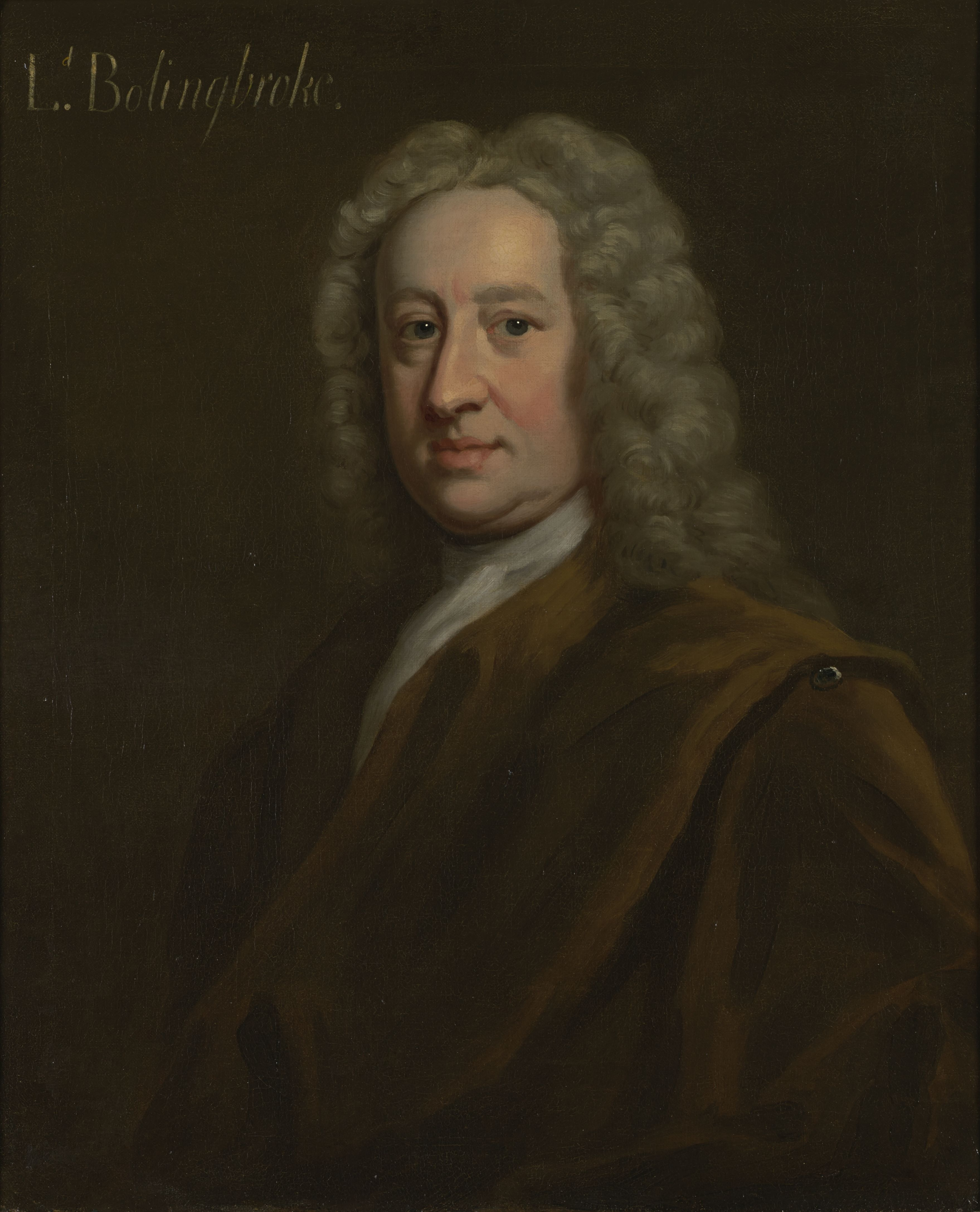
初代ボリングブルック伯爵ヘンリー・シンジョン

ジャコバイト爵位では1715年7月26日に初代ボリングブルック子爵ヘンリー・シンジョンがジェームズ老僭王によってボリングブルック伯爵に叙された。以降ヘンリー・シンジョンは許されて帰国するものの、その後もハノーヴァー朝政府はボリングブルック伯爵位の創設を承認しなかった。ヘンリー・シンジョンが1751年12月12日に73歳で死去すると、ボリングブルック伯爵位は断絶した。一方、ボリングブルック子爵は甥のフレデリック・シンジョンが継承した。